# Милена Ињац
Милена Ињац (рођена 8. априла 1969) српски је диригент и редовни професор на Факултету уметности у Нишу.

## Школовање
Дипломирала је на Одсеку за дириговање 1992, на ФМУ Београду, у класи проф. Станка Шепића, а 1996, магистрирала и 2015. докторирала на истом факултету у класи проф. Даринке Матић Маровић. Усавршавала се на мајсторским класама у Новом Саду, Шведској, Мађарској и Бечу сарађујући са реномираним диригентима као што су: Јорма Панула, Салвадор Мас Конде, Петер Етвош, Младен Јагушт, Ангел Шурев.
Стипендију Републичког завода за Међународну научну и културну сарадњу за усавршавање у Салцбургу на Моцартеуму, добија 1992. Милена Инац је била учесник такмичења за младе диригенте у Тренту Италија и Безансон у Француској.

## Диригентска и предавачка каријера
Од октобра 1994. је асистент за дириговање, хор и оркестар на ВМШ у Нишу, а од 1995. предавач за Камерну музику. 1999. је именована за директора Нишког симфонијског оркестра са којим је освојила прву награду на фестивалу „Свет музике” у Фивицану, Италија, 2000. године. Од новембра 2003, ради на Факултету уметности у Нишу, где је у звању редовног професора на предмету Оркестар, а обавља и функцију Продекана за наставу. Члан је Сената Универзитета у Нишу и председник Уметничко−стручног већа Универзитета.
Остварила је сарадњу са следећим оркестрима: Београдска филхармонија, Симфонијски оркестар ФМУ Београд, Нова музичка радионица - ансамбл за музику 20. века - уметнички директор и диригент, Гудачки оркестар ВМШ у Нишу, Симф. орк. Ст. Бинички ВЈ Београд, Нишки симфонијски оркестар, чији је директор била од 1999. до 2003. године и са којим има константну концертну сарадњу од 1994. године до данас, Савариа симфонијски оркестар Сомбартељ, Мађарска, Пловдивска филхармонија, Шуменска филхармонија, Видинска филхармонија, Враце филхармонија (Бугарска); МНТ Опера у Скопљу, Црногорски симфонијски оркестар Подгорица, РТС Симф. окр. Београд, Ст. Олбанс Симф. орк. - Лондон, Народно позориште - Опера Београд, Сарајевска филхармонија, Кончертанте - камерни орк. Факултета уметности у Нишу, Академски камерни оркестар СКЦ Универзитета у Нишу, чији је оснивач, уметнички директор и диригент била од 2004. до 2008. године. Наступила је као диригент по позиву на 5. Међународној трибини композитора у Београду (Сава центар), као и Сусретима Музичких академија бивше Југославије у Новом Саду 1996. Као диригент по позиву 2005. дириговала је премијеру Опере Алиса и Носферату, Енрика Кокоа, у Театру Гете института са ансамблом Музика Експерименто у Риму, Италија. Била је диригент Интернационалног Симфонијског Оркестра на затварању Интернационалног Фестивала Оркестара у Мурсији, Шпанија, 2010. године. Такође, као лауреат фестивала, дириговала је Интернационалним Оркестром Еурооркестар Фестивала у Москви, 2012. године. Почев од 2006. године, редовно гостује у Шпанији Мурсија и Аликанте Централној и Латинској Америци, од 2010. године, сарађујући са оркестрима из „Ел система” формације, као што су: Хосе Артигас Омладински Симфонијски Оркестар, Монтевидео, Уругвај, Омладински Симфонијски Оркестар Ел Салвадора, Омладински Филхармонијски Оркестар Ел Салвадора, Омладински Симфонијски Оркестар ОССОДРЕ у Монтевидеу, Уругвај. У поменутим земљама, као и у Шпанији Мурсија и Аликанте, одржала је мастеркласе за диригенте.
Успешно води и мастер курсеве дириговања у Шпанији на Академији Дијеза (Academia Diesis).

## Награде
- Добитник је прве награде на 3. међународном фестивалу „Свет музике” у Фивицану, Италија, диригујући камерним саставом Нишког симфонијског оркестра, 2000. године.
- Добитник је Златне значке 20. Интернационалних Хорских Свечаности, Ниш 2004. године за изузетан интерпретативни домет на Свечаном отварању и затварању манифестације у периоду од 2000. до 2004 године.[3]
- Лауреат фестивала  Еврооркестар у Москви, 2012. године.

## Учешће у организацијама и жиријима
Запажено место има у организацији члан и председник Савета и реализацији НИМУС-а, где од 1998. наступа као диригент вокално-инструменталних дела, симфонијске музике и светских премијера. Један је од чланова Иницијативног одбора за формирање Задужбине Стевана Стојановића Мокрањац од националног значаја. Била је члан жирија Интернационалног такмичења Музика и земља у Софији, као и Хорског фестивала у Анталији, Турска, Интернационалног оперског такмичења у Карлову, Бугарска и финала Франкооне песме у Нишу. Један је од иницијатора обнове Оперске сцене у Нишу и диригент две представе Слепи миш и Севиљски берберину новој продукцији почев од 2012. године. Милена Ињац је члан жирија на међународним такмичењима соло певача, хорова и оркестара

## Аудио издања
Снимала је за потребе државних и локалних медија и остварила три аудио издања. Са Оркестром Факултета Уметности, остварила је снимак оригиалне музике за кратки уметнички филм „Жена у црвеном” у режији Марије Дубин, композитор Фредерик Магле, Данска, 2013. године.